# Tricalysia amplexicaulis
Tricalysia amplexicaulis är en måreväxtart som beskrevs av Elmar Robbrecht.
Tricalysia amplexicaulis ingår i släktet Tricalysia och familjen måreväxter. Inga underarter finns listade i Catalogue of Life.